# Pryskyřník plamének
Pryskyřník plamének (Ranunculus flammula) je vytrvalá, jedovatá bylina z čeledi pryskyřníkovitých. Jde o běžný evropský druh.

## Popis rostliny
Pryskyřník plamének je rostlina s krátkým oddenkem. Lodyha je rýhovaná, odspodu větvená. Může být poléhavá nebo přímá. Listy jsou dvojího typu. Spodní listy bývají obvykle eliptické, s kopinatou až vejčitou čepelí. Mohou být celokrajné nebo drobně zubaté. Na konci pak okrouhlé až zašpičatělé. Mají dlouhé řapíky, které jsou řídce chlupaté. Lodyžní listy má pryskyřník plamének přisedlé, celokrajné. Květy mají pro pryskyřníky charakteristickou žlutou barvu. Jsou drobné, pětičetné, se zelenožlutými kališními lístky. V průměru měří 1,5 cm. Kvete od května do září. Plodem pryskyřníku je nažka vejcovitého tvaru s krátkým, přímým zobánkem. Rostlina dorůstá do výšky 10–50 cm.

## Výskyt
Rostlina je v Evropě hojně rozšířena. Ve Skandinávii a Středomoří je ale celkem vzácná. Izolovaně pak roste v Severní Americe, v Malé Asii, na Kavkaze, na Sibiři a také v Maroku.
V České republice se vyskytuje hojně od nížin až po hory, kromě oblastí nad 1000 metrů nadmořské výšky.
Pryskyřník plamének je vlhkomilná rostlina, která roste na podmáčených stanovištích. Na vlhkých loukách, v mělkých stojatých vodách, v rašeliništích, v příkopech, apod.

## Jedovatost pryskyřníků
Všechny druhy pryskyřníků jsou jedovaté, obsahují totiž toxické glykosidy, především ranunkulin.
Jsou známé otravy hospodářských zvířat právě po spasení pryskyřníků.
Enzymatickým štěpením ranunkulinu vzniká toxický protoanemonin.
Při sušení rostlin vzniká dimer anemonin. Dimer anemonin není jedovatý, proto seno obsahující pryskyřník lze zkrmovat.

## Galerie

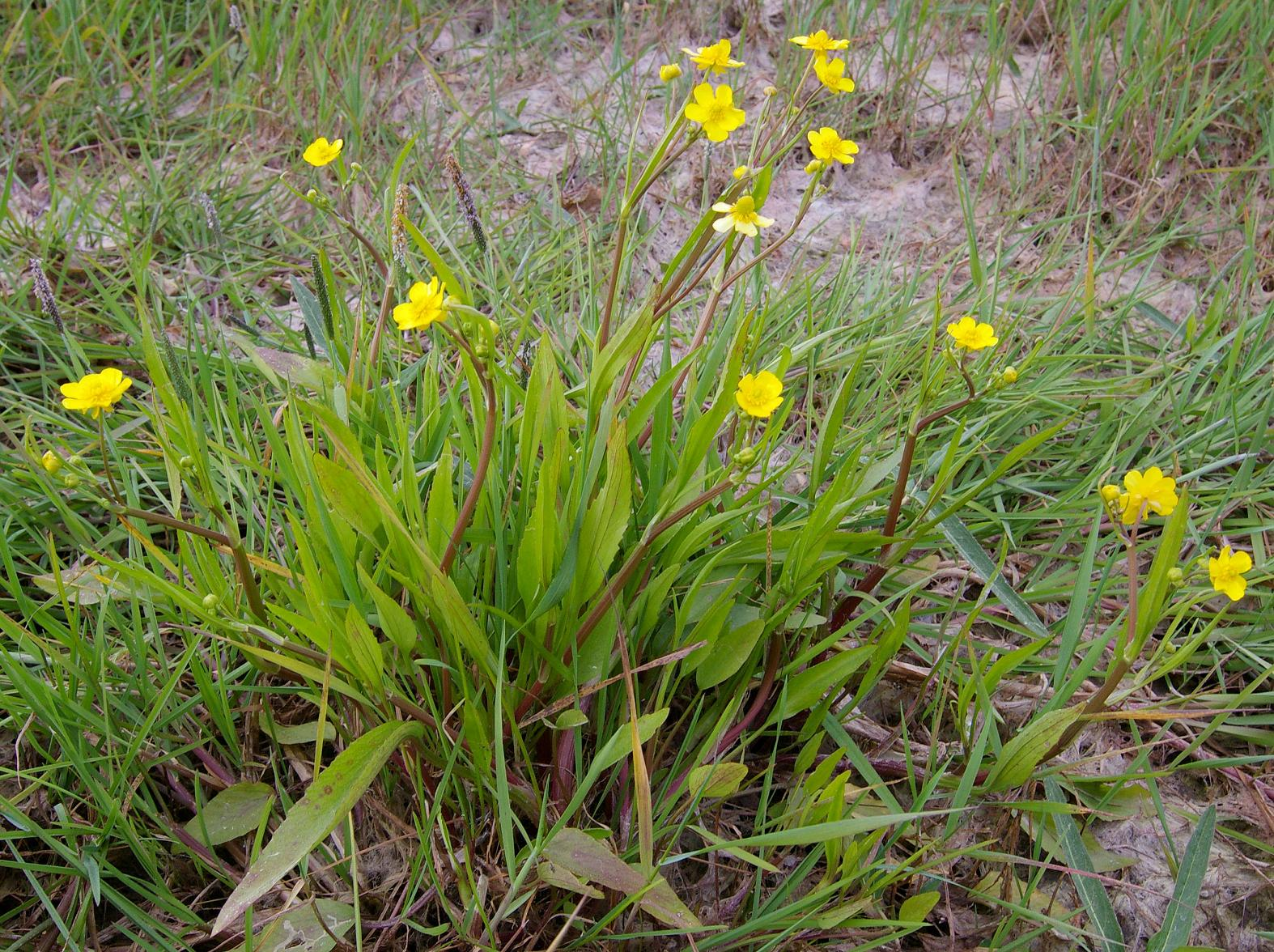
Habitus
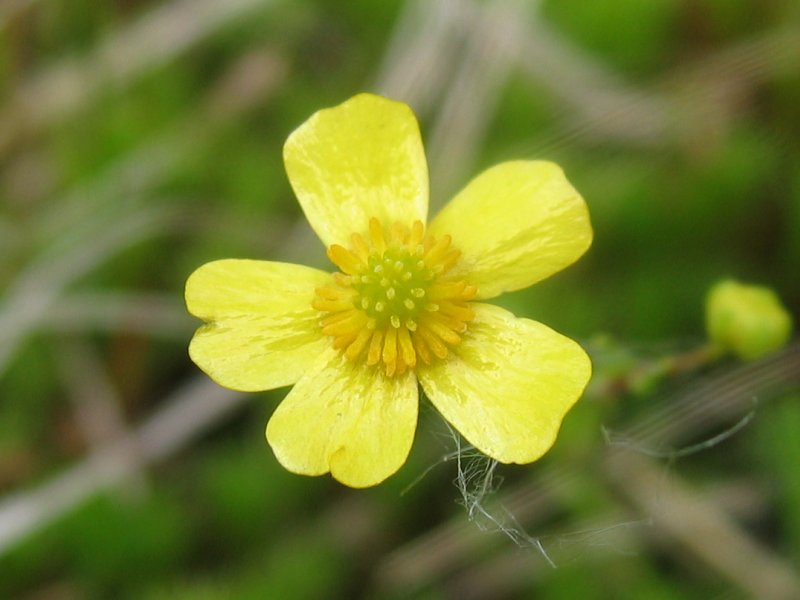
Detail květu
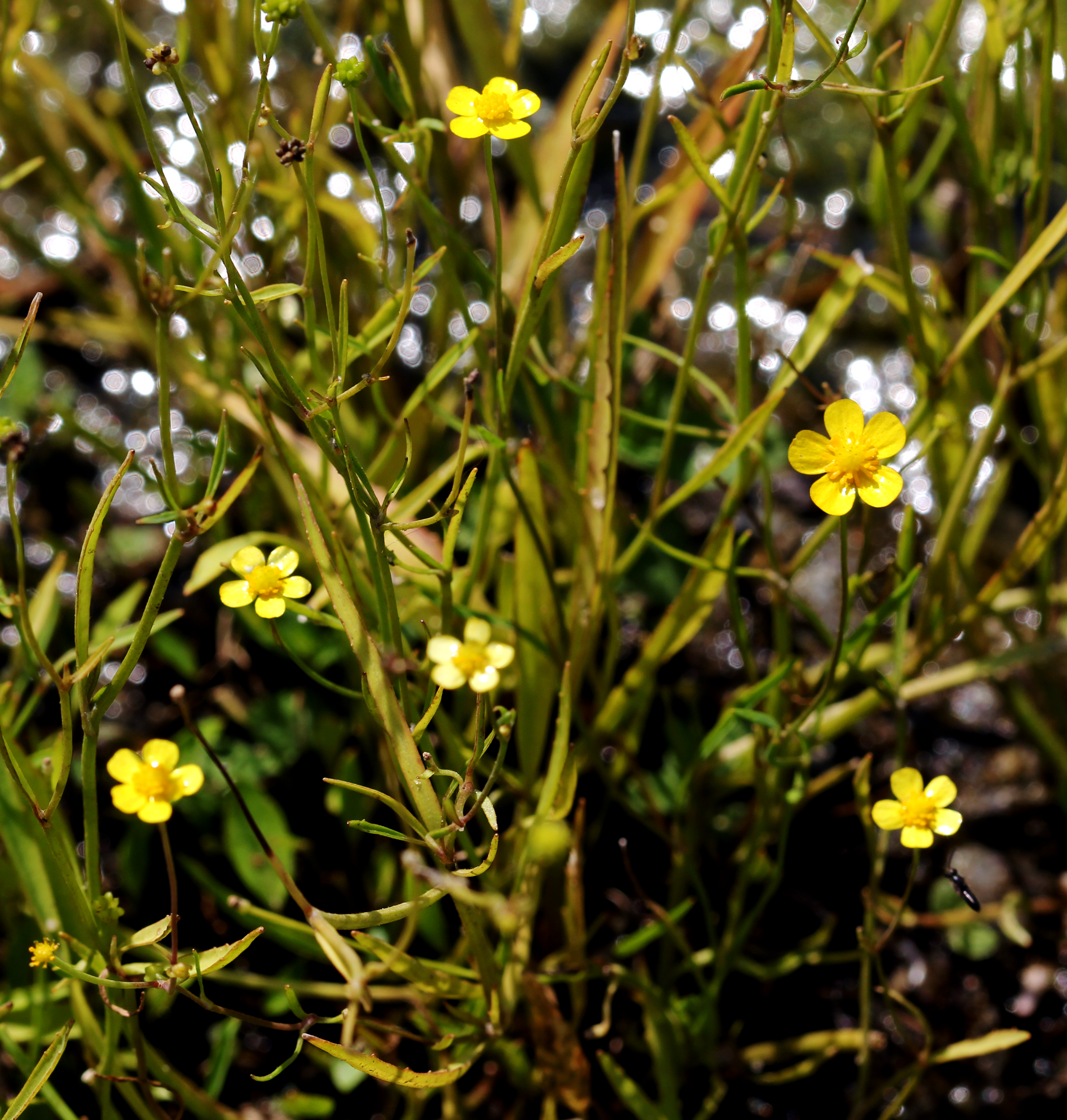
Květy
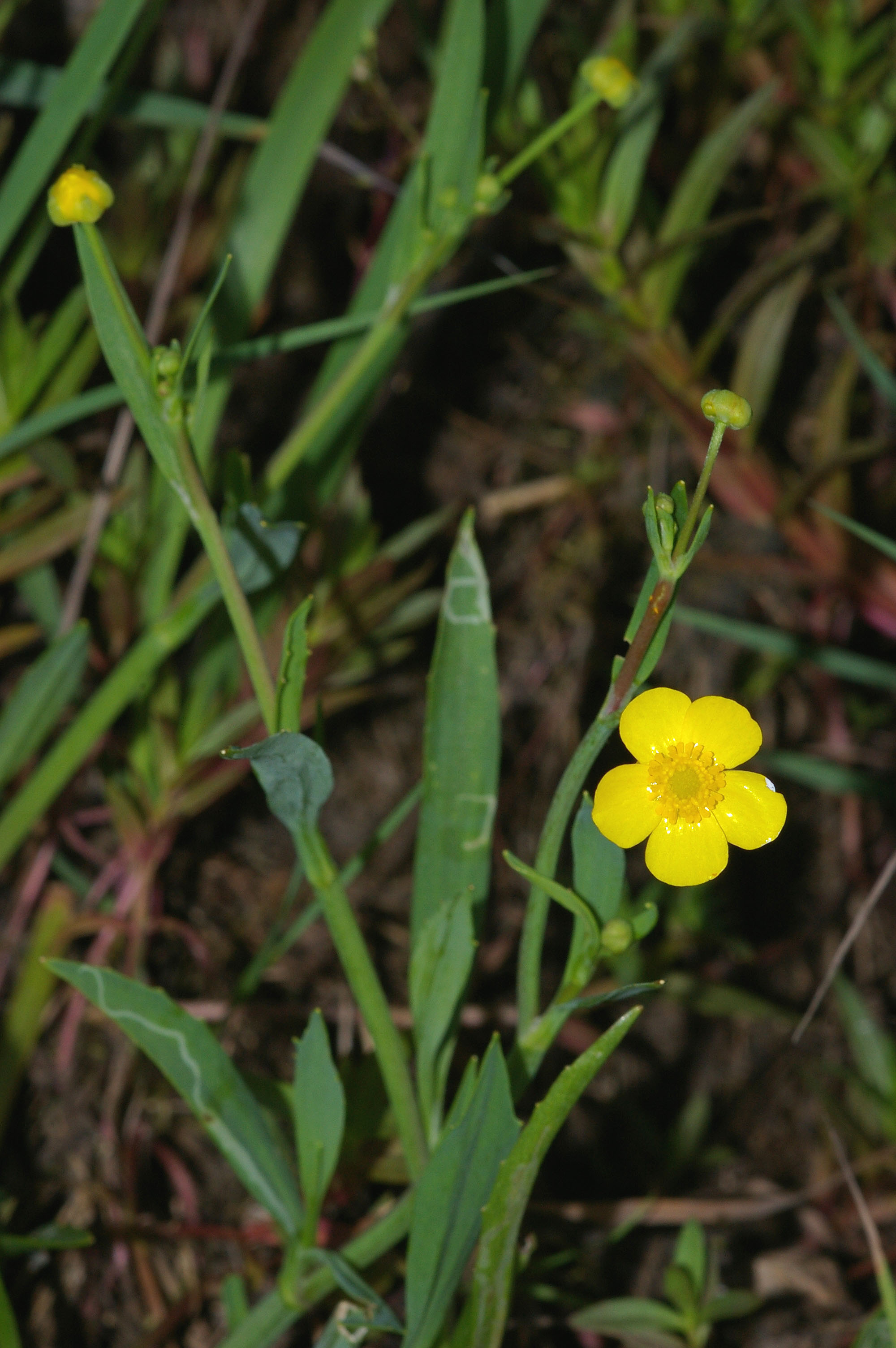
Pryskyřník plamének
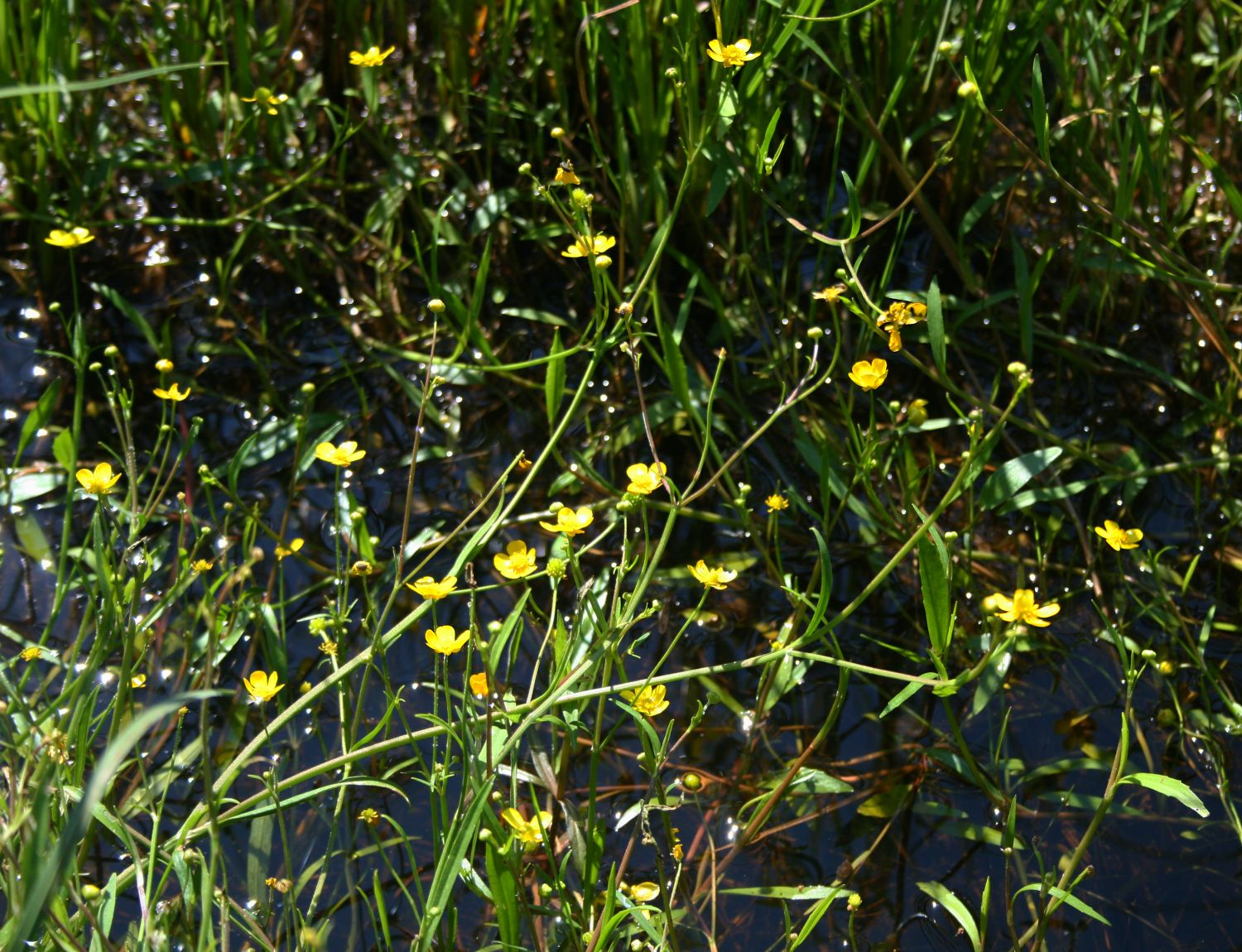
Stanoviště